# Alexis Ohanian
Pour les articles homonymes, voir Ohanian.
Alexis Ohanian, né le 24 avril 1983 à New York, est un entrepreneur américain d'origine arménienne né à Brooklyn et vivant à San Francisco. Il est l'un des cofondateurs du site Reddit. Alexis Ohanian est le mari de Serena Williams et le couple a deux filles, Alexis Olympia Ohanian née en 2017 et Adira River Ohanian, née en août 2023.    

## Biographie

### Carrière
Après avoir été diplômé de l'Université de Virginie en 2005, avec des diplômes en commerce et en histoire, Ohanian a créé reddit.com, avec Steve Huffman. Reddit a initialement reçu un financement de Y Combinator. Il a par la suite été acquis par Condé Nast en 2006. Ohanian a continué à travailler en étroite collaboration avec Reddit en tant que membre de son Conseil d'Administration,,.
Il gère un fonds d’investissement, Initialized Capital, lancé en 2011, qui finance des startups.
Le 5 juin 2020, il annonce quitter le conseil d'administration de Reddit et demande à être remplacé par une personne noire, en réponse à la mort de George Floyd.
Angel City FC est lancé le 21 juillet 2020 grâce au soutien de Natalie Portman et d'Ohanian.

### Vie personnelle
Le 29 décembre 2016, Ohanian s'est fiancé à la joueuse de tennis Serena Williams. Le 19 avril 2017, le couple annonce attendre un premier enfant. Le 1er septembre 2017, Serena Williams a donné naissance à leur premier enfant, une fille prénommée Alexis Olympia Ohanian Jr. Le 16 novembre 2017, il épouse Serena Williams, en présence de nombreuses stars, dont la chanteuse Beyoncé, Kelly Rowland et l'actrice Eva Longoria . En août 2023 naît leur deuxième fille, Adira River.

## Distinctions
En 2011 et 2012, Ohanian a été cité par Forbes dans sa liste « 30 under 30 » comme une figure importante dans l'industrie de la technologie,.

## Publication
Ohanian a publié un livre intitulé Without Their Permission: How the 21st Century Will Be Made, Not Managed (littéralement : « Sans leur autorisation : Comment le 21e siècle sera fait, pas géré »), le 1er octobre 2013,. Without Their Permission a été classé au quatrième rang sur la liste des best-sellers du Wall Street Journal.